# Ngỗng nhà
Ngỗng nhà hay ngỗng nuôi (Danh pháp khoa học: Anser anser domesticus hay Anser cygnoides) là những con ngỗng được thuần hóa và chăn nuôi như một loại gia cầm để lấy thịt, trứng và lông ngoài ra người ta còn nuôi chúng để giữ nhà, canh gác khá hiệu quả. Chúng đã được thuần hóa ở châu Âu, Bắc Phi và châu Á. Ngỗng nhà châu Âu được thuần hóa từ ngỗng xám và ngỗng nhà châu Á cùng một vài giống ngỗng nhà châu Phi có nguồn gốc từ ngỗng thiên nga.

## Đại cương
Ngỗng nhà là loại gia cầm dễ nuôi, hay ăn, chóng lớn, ít mắc bệnh. Nuôi ngỗng có nhiều thuận lợi với đặc thù của ngỗng là có thể sử dụng rất hiệu quả thức ăn xanh và các loại phụ phẩm nông nhiệp. Con ngỗng được ví như một cỗ máy xén cỏ, khả năng vặt cỏ của ngỗng tốt hơn bò, ngỗng có thể vặt tận gốc cây cỏ, cả phần củ rễ, ngỗng ăn tạp các loại cỏ và không chê cỏ non, cỏ già, cỏ dại từ cỏ tranh đến lục bình ngỗng đều ăn được. Ngỗng chỉ ăn cỏ, ăn rau là chính, ít dùng lương thực. Nuôi trong 4-8 tháng ngỗng đã cho thu hoạch 4–7 kg. Có nhiều giống ngỗng cao sản như ngỗng trắng, ngỗng xám vằn, loại chân thấp, chân cao. Ngỗng là loại gia cầm có khả năng tăng trọng rất nhanh, chỉ sau 10 - 11 tuần nuôi, khối lượng cơ thể đã tăng gấp 40 - 45 lần so với khối lượng cơ thể lúc mới nở.
Sau khi nuôi 3-4 tháng, ngỗng choai lớn lên thường đạt trọng lượng 4- 4,5 kg, những giống ngỗng ngoại nhập có thể cao hơn, đạt 4,5– 5 kg. Nếu ngỗng được nuôi dưỡng chăm sóc tốt ngay từ đầu thì thời gian có thể rút ngắn không tới 3-4 tháng nuôi. Ở Pháp, ngỗng được nuôi để lấy gan để làm nguyên liệu cho món gan ngỗng béo, Ngỗng được nuôi bằng cách bị buộc nhồi nhét ăn uống hạt bắp khô quá mức để có bộ gan to. Gan ngỗng béo được chế biến thành món gan xay. Các tổ chức bảo vệ quyền động vật xem việc sản xuất món gan này là tàn nhẫn do cách thức buộc vịt, ngỗng ăn và ảnh hưởng xấu lên sức khỏe vịt, ngỗng do có bộ gan to quá cỡ. Điều này dẫn đến việc các tổ chức bảo vệ quyền động vật xem việc sản xuất món gan này là tàn nhẫn do cách thức buộc vịt, ngỗng ăn no quá mức và ảnh hưởng xấu lên sức khỏe vịt, ngỗng do có bộ gan to quá cỡ, gây ra sự tranh cãi về gan ngỗng béo không ngớt, dẫn đến ở Hoa Kỳ và nhiều quốc gia khác, việc sản xuất gan béo là bất hợp pháp.

## Chọn giống

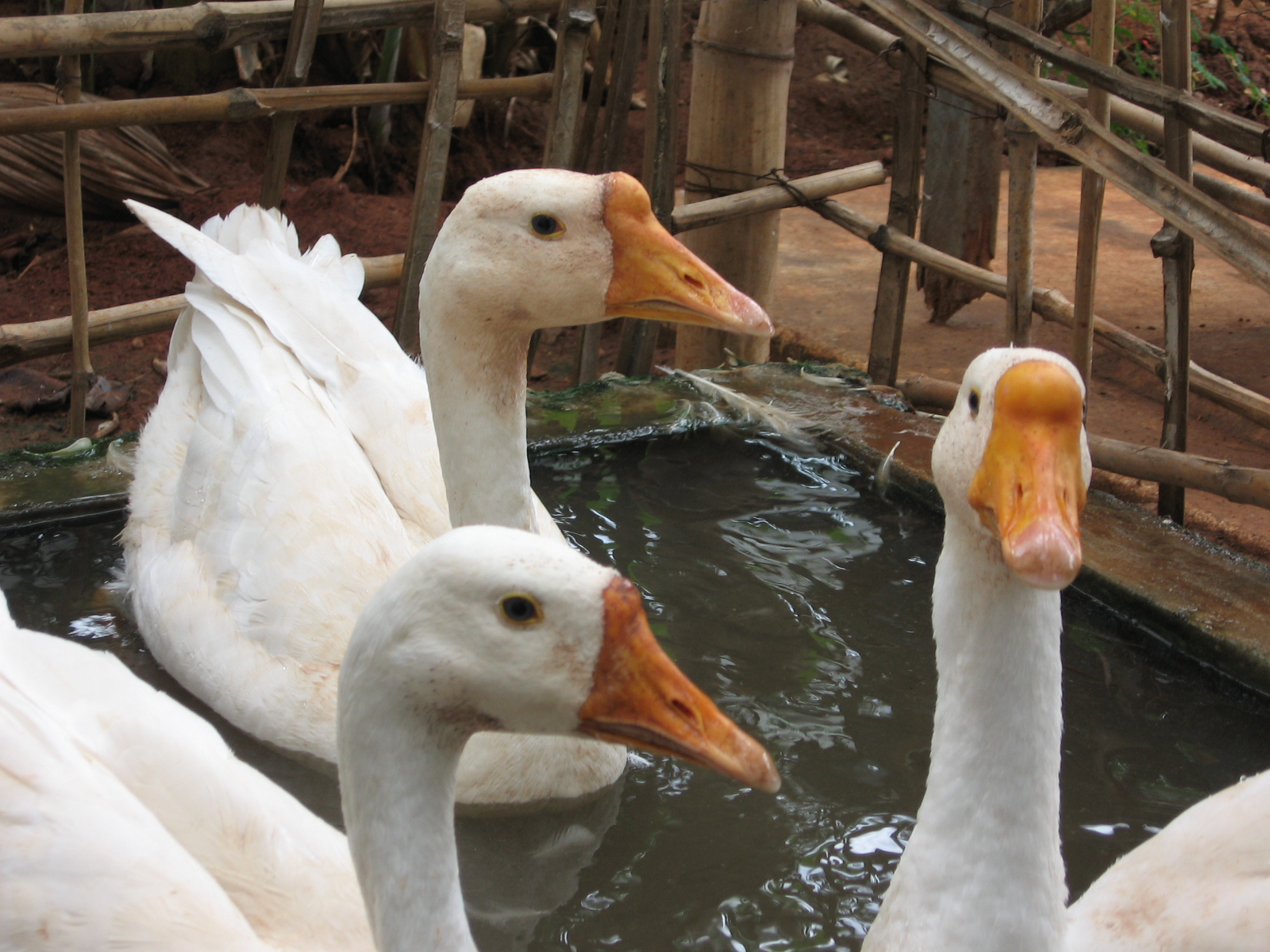
Chọn ngỗng cái có sức sinh sản tốt như lỗ huyệt ướt, xương chậu nở, có biểu hiện thích đi chung cùng ngỗng trống

Giống ngỗng đã được chọn ở giai đoạn hậu bị, cần tiến hành chọn lọc lần cuối trước khi vào đẻ. Giữ lại những con giống đạt yêu cấu để chọn nuôi và nhân giống thì con mái phải khoẻ mạnh, dáng thanh, đạt khối lượng 3,6 - 3,8 kg, lỗ huyệt ướt, xương chậu nở, có biểu hiện thích đi chung cùng ngỗng trống, còn con trống phải khoẻ mạnh, dáng hùng dũng, đạt khối lượng 4 - 4,5 kg, gai giao cấu phát triển rõ ràng.

## Một số giống
Một số giống ngỗng cao sản, cho năng suất thịt, trứng cao gồm:
- Ngỗng Reinland (phát âm như là ngỗng Rên Lan) là loại ngỗng nhà có nguồn gốc từ vùng Reinland của Đức. Ngỗng có lông màu trắng tuyền.
- Ngỗng Hunggary: Được hình thành từ giống ngỗng địa phương với giống ngỗng sư tử Trung Quốc. Đời con cho màu lông xám và lông trắng. Người ta còn dùng giống ngỗng này để sản xuất gan.
- Ngỗng cỏ hay ngỗng sen phân bố rộng rãi khắp Việt Nam. Ngỗng cỏ được nuôi nhiều ở vùng đồng bằng và trung du. Ngỗng có hai loại hình chính là loại hình lông trắng và lông xám. Ngoài ra còn có ngỗng loang xám trắng do sự pha tạp. Ngỗng cỏ chịu kham khổ tốt và có khả năng kháng bệnh cao.
- Ngỗng xám là con lai giữa ngỗng cỏ/ngỗng sen với các giống ngỗng khác như ngỗng sư tử Trung Quốc, ngỗng Rheinland. Có ba loại màu: lông màu xám có loang trắng từ cổ tới bụng, chân, mỏ màu xám, lông xám hoàn toàn, mỏ có đốm trắng, ống chân vàng, bàn chân xám; lông xám có loang trắng, da chân màu vàng hoặc xám.
- Ngỗng Trung Quốc là giống ngỗng bắt nguồn từ Bắc Trung Quốc và Xiberi. Ngỗng có tầm vóc to trông dữ tợn, có lông xám, đầu to mỏ đen thẫm, mào đen. Mắt nhỏ và có màu nâu xám. Phần trên cổ có yếm da, thân mình dài vừa phải, ngực dài nhưng hẹp, xương to nhưng thịt màu hơi trắng.

## Chế độ ăn
Ngỗng là loại gia cầm khá phàm ăn, các loại thức ăn được sử dụng trong chăn nuôi ngỗng gồm thức ăn xanh như rau, bèo cái, cỏ, củ, quả. Thức  ăn hạt như ngô, thóc, đậu tương, lạc củ, thức ăn bổ sung khoáng chất. Ngỗng sử dụng tốt và rất hiệu quả thức ăn xanh như lá rau, các loại bèo, các loại cỏ. Trong nuôi ngỗng thức ăn xanh chiếm 30 - 40% lượng thức ăn cung cấp hằng ngày. Ngoài ra trong thức ăn xanh còn có một số loại củ như khoai lang, sắn củ bỏ vỏ và bí đỏ. Thức ăn hạt gồm có ngô được sử dụng nhiều trong giai đoạn vỗ béo. Thóc là một phần lương thực được sử dụng trong chăn nuôi ngỗng, hạt đậu tương, lạc hay đậu phộng ngỗng sử dụng tốt các củ lạc cả vỏ sót và rơi vãi trên ruộng sau thu hoạch. Cám gạo có thể nấu chín hoặc trộn lẫn với rau xanh.

## Bệnh tật
Khi nuôi ngỗng với số lượng lớn, có thể ngỗng sẽ mắc phải một số chứng bệnh là thiệt hại đến đàn ngỗng và ngành chăn nuôi, gồm:
- Bệnh tụ huyết trùng hay còn gọi là hoại hụyết ngỗng, do vi khuẩn Pasteurellosis gây ra. Ngỗng rất mẫn cảm với bệnh này.
- Bệnh phó thương hàn với đặc trưng là ỉa chảy, viêm kết mạc và gầy sút. Khi ngỗng bị quá mệt do vận chuyển, chuồng trại chật chội, độ ẩm cao, bẩn, thiếu nước uống, sự biến đổi nhiệt lớn sẽ phát bệnh.
- Bệnh cắn lông, rỉa lông thường xảy ra ở các đàn ngỗng nuôi nhốt chật trội, không có sân vận động, chuồng trại ẩm ướt, thiếu ánh sáng. Do nhốt chung con lớn bé, hoặc do đưa các con mới về chuồng.